# Li Meisu
Li Meisu (kitajsko: 李梅素; pinjin: Lǐ Méisù), kitajska atletinja, * 17. april 1959, Hebei, Ljudska republika Kitajska.
Nastopila je na poletnih olimpijskih igrah v letih 1984, 1988 in 1996, leta 1988 je osvojila bronasto medaljo v suvanju krogle, leta 1984 pa peto mesto. Na azijskih prvenstvih je osvojila srebrno medaljo leta 1985.